# Thilo Rentschler

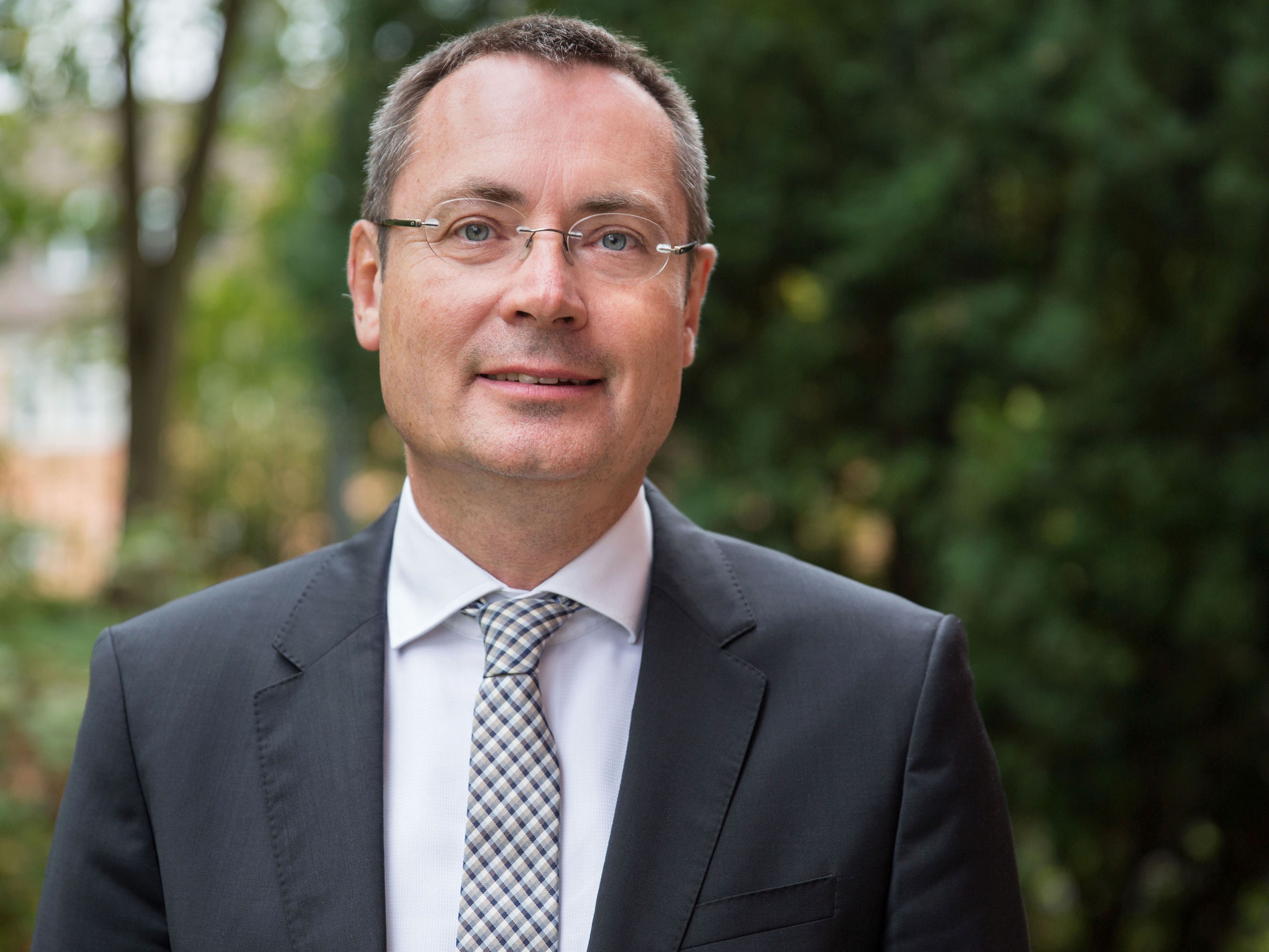
Thilo Rentschler (2019)

Thilo Rentschler (* 9. November 1967 in Nellingen auf den Fildern) ist ein deutscher Politiker (SPD). Von 2013 bis 2021 war er Oberbürgermeister der baden-württembergischen Kreisstadt Aalen. Seit Oktober 2021 ist er Hauptgeschäftsführer der IHK Ostwürttemberg.

## Leben und beruflicher Werdegang
Rentschler wurde in Nellingen auf den Fildern geboren und wuchs in Fellbach auf. Nach einer Ausbildung zum Bankkaufmann bei der Dresdner Bank in Stuttgart arbeitete er dort in der Auslandsabteilung. An der Fachhochschule Nürtingen nahm er ein Studium der Betriebswirtschaftslehre auf, das er als Diplom-Betriebswirt (FH) abschloss.
Anschließend wurde Rentschler Geschäftsführer der KLIP&LIEB Agentur für Kommunikation und gleichzeitig Vorstandsmitglied ihrer Muttergesellschaft, der Klip AG für Unternehmensentwicklung. Darüber hinaus lehrte er an der Berufsakademie Glauchau und am Berufsfortbildungswerk in Stuttgart. 2004 wechselte er zu der diakonischen Einrichtung Mariaberger Heime (seit 2008 Mariaberg e. V.), wo er Kaufmännischer Vorstand und zudem Geschäftsführer der Stiftung Mariaberg wurde. 2007 wurde er dort Vorstandssprecher. Nach seiner Wahl zum Aalener Oberbürgermeister schied er 2013 aus dem Unternehmen aus.
Nach dem Ende seiner Amtszeit als Oberbürgermeister wurde er zum 1. Oktober 2021 Hauptgeschäftsführer der IHK Ostwürttemberg.
Weiterhin war Rentschler Mitglied der arbeitsrechtlichen Kommission der evangelischen Landeskirche in Württemberg. Ab 2009 hatte er zudem den Vorsitz der Kommission für Unternehmensfragen, Träger- und Tarifpolitik im Diakonischen Werk Württemberg inne. In dieser Funktion war er auch stellvertretender Vorsitzender der Trägerversammlung sowie Mitglied des Verbandsrates, des Finanzausschusses und des Notfonds des Diakonischen Werkes. Im Ehrenamt gehört Rentschler dem Stiftungsrat der kirchlichen Zufluchtsstätte Weraheim in Stuttgart an.
Thilo Rentschler ist mit Brigitte Rentschler verheiratet und hat drei Kinder.

## Politik
Thilo Rentschler trat 1992 in die Sozialdemokratische Partei Deutschlands (SPD) ein. Bereits seit 1990 war er im Kreistag des Rems-Murr-Kreises Mitglied im Jugendhilfeausschuss, wo er bis 1994 blieb. Anschließend wurde er 1994 Mitglied im Fellbacher Gemeinderat und behielt dieses Mandat bis 2006, das er zuletzt als Fraktionsvorsitzender erfüllte. Zudem gehörte er den Aufsichtsräten der Stadtwerke Fellbach GmbH sowie der Schwabenlandhalle Betriebsgesellschaft mbH Fellbach an.
Im Jahr 2013 trat er bei der Wahl zum Oberbürgermeister in Aalen an, wo der bisherige Amtsinhaber Martin Gerlach auf eine zweite Amtszeit verzichtete. Nachdem Rentschler im ersten Wahlgang am 7. Juli 2013 bei drei weiteren Kandidaten noch nicht die erforderliche absolute Mehrheit der Wählerstimmen auf sich vereinen konnte, setzte er sich am 21. Juli 2013 im zweiten Wahlgang mit 60,5 % der Stimmen bei einer Wahlbeteiligung von 43,6 % durch. Im Oktober 2013 trat er das Amt daraufhin an. Seit Juli 2014 gehört er zudem dem Kreistag des Ostalbkreises an, in den er bei den folgenden Kommunalwahlen 2019 wiedergewählt wurde. Im Juli 2019 wurde er dort zum stellvertretenden Vorsitzenden der SPD-Fraktion. Im Sommer 2021 trat Rentschler bei der Aalener Oberbürgermeisterwahl nicht mehr zur Wiederwahl an, woraufhin er Ende September 2021 aus dem Amt schied. Ihm folgte Frederick Brütting nach.
Seit November 2019 ist Rentschler baden-württembergischer Landesvorsitzender der Sozialdemokratischen Gemeinschaft für Kommunalpolitik, dem Zusammenschluss der Kommunalpolitiker in der SPD.